# كيم تايلور
كيم تايلور (بالإنجليزية: Kim Taylor)‏ هي ملحنة ومغنية مؤلفة ومغنية وعازفة قيثارة وممثلة أمريكية، ولدت في 20 ديسمبر 1973 في فلوريدا في الولايات المتحدة.

## وصلات خارجية
- الموقع الرسمي
- كيم تايلور على موقع ميوزك برينز (الإنجليزية)
- كيم تايلور على موقع أول ميوزيك (الإنجليزية)
- كيم تايلور على موقع ديسكوغز (الإنجليزية)